# Tragopa obliqua
Tragopa obliqua är en insektsart som beskrevs av Ernst Friedrich Germar. Tragopa obliqua ingår i släktet Tragopa och familjen hornstritar. Inga underarter finns listade i Catalogue of Life.